# Englische Brücke
Die Englische Brücke ist eine historische Fußgängerbrücke über der Lausitzer Neiße im Fürst-Pückler-Park Bad Muskau. An einem Neißebogen gelegen, verbindet sie den polnischen und den deutschen Teil des Parks miteinander in Nord-Süd-Richtung.
Die 1822 erbaute Brücke wurde mehrfach zerstört, zuletzt 1945 durch Kriegseinwirkungen. Nach 65 Jahren begann ihr Wiederaufbau, seit dem Herbst 2011 bietet sie dem Besucher wieder eine direkte Wegeverbindung zum ehemaligen Standort des Englischen Hauses im nordöstlichen Teil des Parks.

## Geschichte
Die 1822 erbaute Brücke war eine Holzkonstruktion mit einem markanten Geländer in Form eines diagonalen Gitters. Daher wurde sie zunächst Gitter-Brücke genannt. Die Brücke wurde während des Hochwassers 1858 zerstört aber wieder aufgebaut. Vermutlich zu dieser Zeit wurde die hölzerne Brückenkonstruktion durch eine Brücke aus Stein ersetzt und die Form der Geländer verändert. Während des Hochwassers im Jahr 1897 wurde die Brücke abermals zerstört und danach neu errichtet. Im Frühjahr 1945 – kurz vor dem Ende des Zweiten Weltkriegs – wurde die Brücke gesprengt.

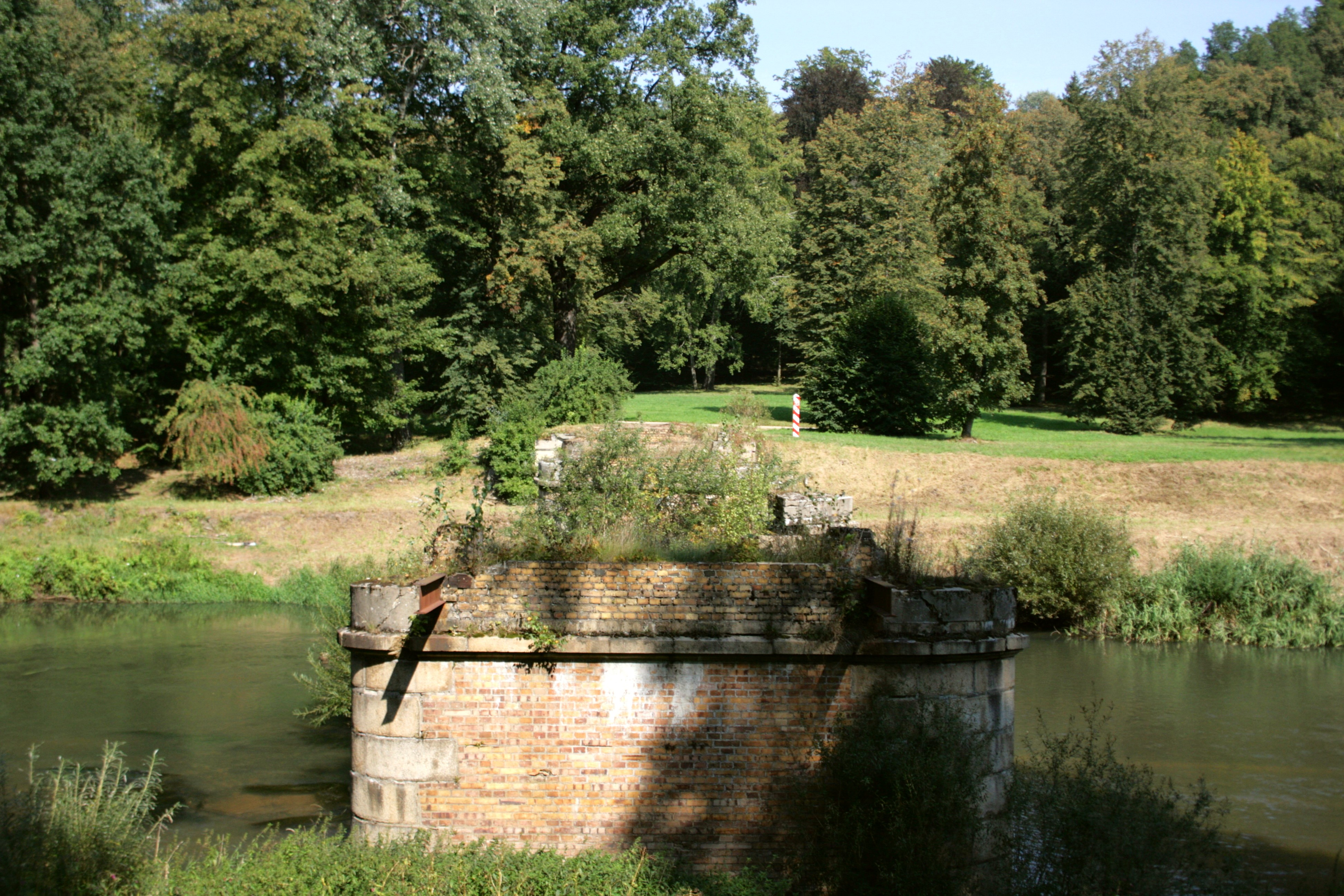
Reste der gesprengten Brücke (2010)
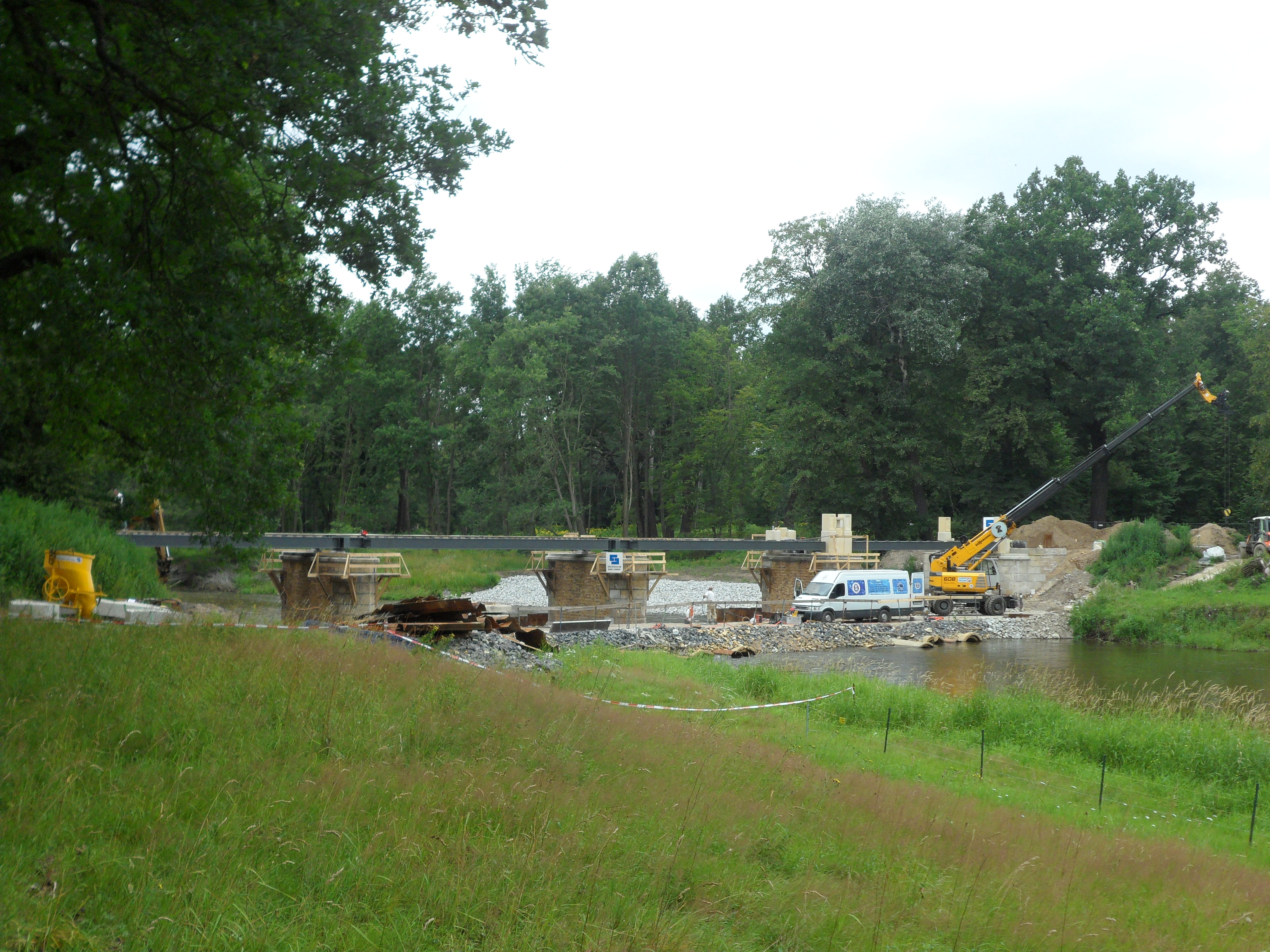
Wiederaufbau der Brücke (2011)

In den Jahren 2010/2011 erfolgte der Wiederaufbau der Englischen Brücke nach historischem Vorbild, dazu wurde flussaufwärts direkt neben ihr eine Behelfsquerung für Baufahrzeuge errichtet. Die Brücke erhielt einen Bohlenbelag aus Lärchenholz und ein Geländer aus Stahl mit Verzierungen nach Vorbild des Originals. Sie wurde am 17. Oktober 2011 eingeweiht.